# Ejby (Lejre Kommune)
 For alternative betydninger, se Ejby. (Se også artikler, som begynder med Ejby)
Ejby er en by på Midtsjælland med 2.008 indbyggere  (2024), beliggende i Rye Sogn på den sydlige del af halvøen Hornsherred ud til Bramsnæs Vig, ca. 10 kilometer øst for Holbæk. Byen ligger i Lejre Kommune og tilhører Region Sjælland.